# Amanpuri
Amanpuri est un complexe hôtelier de luxe ouvert en 1988, propriété d'Aman Resorts dirigé depuis le milieu des années 2010 par Vladislav Doronine. Il est situé à Phuket en Thaïlande.

## Présentation
Ce complexe hôtelier est situé sur la côte ouest de l'île thaïlandaise de Phuket. Le complexe est situé sur un terrain, ancienne plantation de cocotiers, surplombant la mer d'Andaman, et intègre une partie de la plage de Pansea. Le projet initié par l'homme d'affaires, d'origine indonésienne, Adrian Zecha, patron de presse et investisseur hôtelier,  est l'œuvre de l’architecte américain Ed Tuttle (en). Adrian Zecha achète le terrain pour son usage personnel et envisage la construction de quelques villas d'inspiration thaïe pour lui et ses proches. Puis le spot devient Amanpuri, « lieu de paix » en sanskrit, le premier hôtel de la chaîne Aman.  Adrian Zecha innove avec un style nouveau conçu avec simplicité, « une élégance en clair-obscur, presque minimaliste ». Si les constructions ont une structure en béton, la vêture de celles-ci est un bois de maka, un bois local et du teck. La décoration, dans les intérieurs des villas et les patios, utilise des objets d'art principalement d'origines thaïe, khmère, cambodgienne, avec des sculptures birmanes et chinoises. Le complexe hôtelier, inauguré en 1988, comporte quarante pavillons de style thaïlandais et trente deux villas privées insérés dans l'ancienne plantation de noix de coco. Les constructions sont construites sur les collines afin d'optimiser les vues. Sur les quarante pavillons, neuf sont avec une piscine et font minimum de 200 mètres carrés ; plus tard, ce sont quarante quatre villas privées qui sont ouvertes à la location. L'hôtel Amanpuri emploie 600 personnes. Treize yachts sont utilisés pour des croisières d'un ou plusieurs jours le long des côtes de la région ou pour accompagner les clients sur des sites de plongée ou de snorkeling.
Contrairement à d'autres centres de villégiature dotés d'un grand restaurant offrant une cuisine internationale, Amanpuri possède trois restaurants distincts, l'un sert une cuisine thaïlandaise, un autre une cuisine italienne, et enfin le troisième une cuisine japonaise. Amanpuri a également collaboré avec deux chefs pour une nourriture crue et végétarienne. Des menus adaptés aux régimes alimentaires des clients sont aussi proposés. Depuis 2014, le propriétaire du complexe hôtelier, PDG d'Aman Resorts, est le l'homme d'affaires Vladislav Doronine.